# Scuola ispettori e sovrintendenti della Guardia di Finanza
La Scuola ispettori e sovrintendenti della Guardia di Finanza italiana è una struttura militare sita all'Aquila ed ospita la scuola per marescialli e brigadieri del Corpo. Dopo il terremoto del 2009 la caserma è divenuta famosa per essere stata sede di alcuni dei principali eventi tenutisi nel capoluogo abruzzese ospitando nel dopo-terremoto circa 800 sfollati.

## Storia

### La nascita della scuola
Nei primi anni del Regno d'Italia non esisteva una scuola apposita per la formazione dei sottufficiali del corpo ed i corsi non avvenivano in un'unica sede. Nel 1896 venne istituita a Caserta, presso il complesso della Reggia, la Scuola Speciale per i Sottufficiali della Reale Guardia di Finanza anche se alcuni corsi continuarono ad essere svolti presso i vari depositi sparsi nel territorio nazionale. Solo nel 1924, sempre a Caserta, venne istituita la Scuola Allievi Sottufficiali della Reale Guardia di Finanza dove vennero dirottati i corsi d'istruzione degli allievi sottobrigadieri.
Nel 1925 la scuola si trasferì a Roma e qualche anno più tardi, nel 1933 vennero attivati anche i corsi di applicazione di polizia tributaria. Nel 1938 la scuola cambiò nuovamente sede per trasferirsi al Lido di Ostia, dove era stato costruito un moderno complesso militare che prese il nome di Caserma IX Maggio, poi divenuto Caserma Italia. I corsi subirono un'interruzione durante la seconda guerra mondiale e vennero riattivati nel 1947, nella stessa sede. Nel dopoguerra, inoltre, la scuola accolse anche il gruppo sportivo dell'esercito e, dal 1984, il gruppo polisportivo delle Fiamme Gialle.
Nel 1981 l'incremento degli arruolamenti portò ad un nuovo trasferimento della scuola a Cuneo, dove sino al 1997 si è svolto il 1º anno di corso degli allievi sottufficiali.

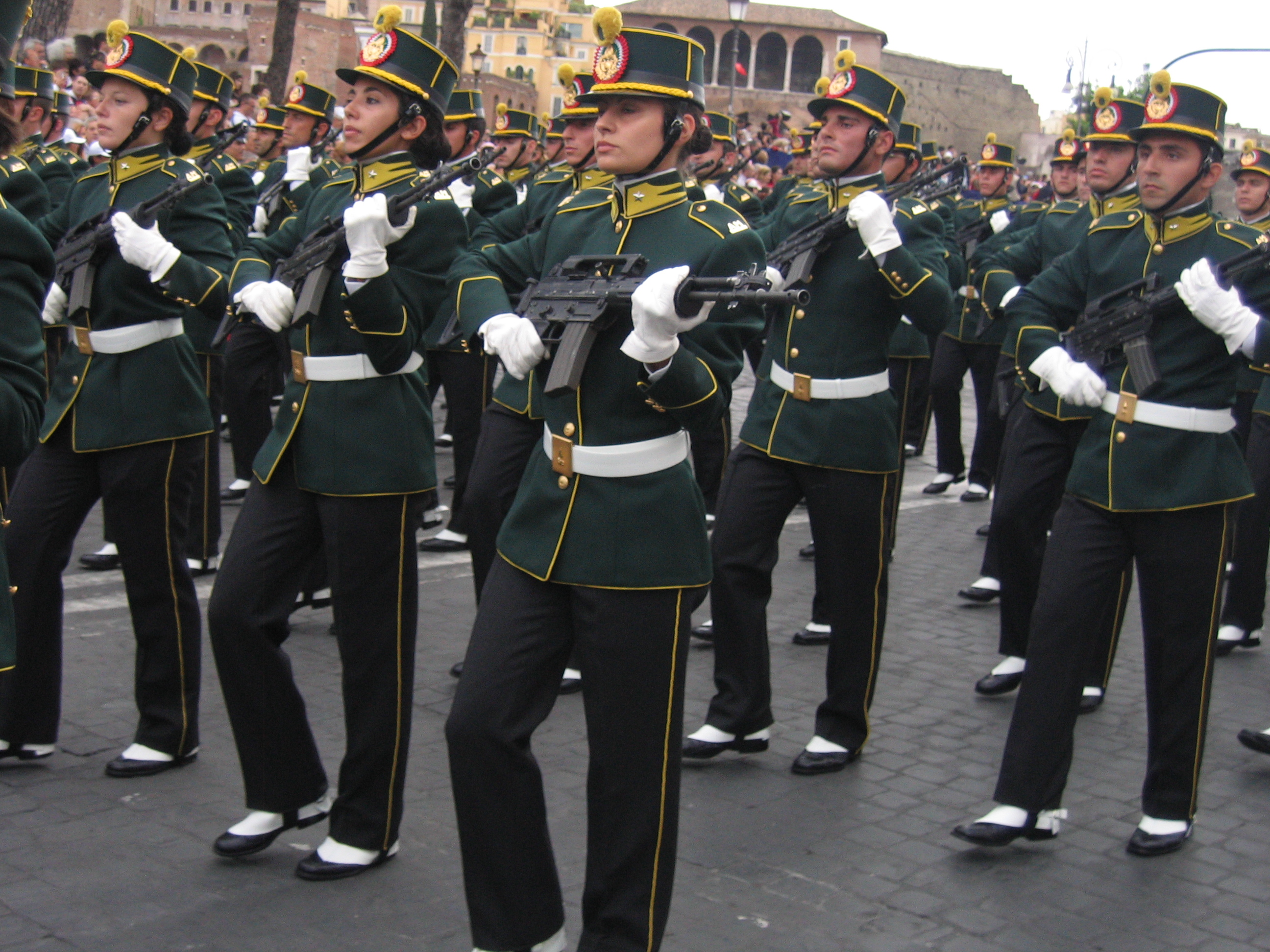
Allievi Marescialli della Scuola Ispettori e Sovrintendenti della Guardia di Finanza

### La sede dell'Aquila
Nel 1983 il Comune dell'Aquila mise a disposizione della Guardia di Finanza un terreno di 20 ettari (poi divenuti 45) alle porte della città, dove venne realizzato un moderno complesso multifunzionale. Nel 1992 la struttura, intitolata a Vincenzo Giudice, è stata ufficialmente inaugurata alla presenza del Comandante Generale della Guardia di Finanza Costantino Berlenghi, e del Comandante in Seconda della Guardia di Finanza Guglielmo Farnè; nello stesso anno, si è tenuta la prima sessione di corsi per Ispettori e Sovrintendenti della Guardia di Finanza, con riferimento al 2º anno di corso (il primo si svolgeva a Cuneo). Dal 73º Corso (1998/2000) L'Aquila è divenuta l'unica sede di formazione per i Sovrintendenti e gli Ispettori del Corpo.
Per le sue dimensioni la struttura è stata più volte scelta dall'amministrazione per ospitare alcuni importanti eventi cittadini come concerti, fiere ed esposizioni. Dopo il terremoto del 2009 la caserma è divenuta punto di riferimento per i cittadini aquilani trasformandosi dapprima nel quartier generale dei soccorsi e successivamente, divenendo sede delle principali istituzioni cittadine, Comune e Prefettura su tutte, nonché della Direzione di Comando e Controllo (Di.Coma.C.) della Protezione Civile. La caserma ha inoltre ospitato i funerali di stato per le vittime del terremoto e, nel luglio del 2009, è stata sede del XXXV vertice dei G8 che si è tenuto all'Aquila.

## Ordinamento e Studi
Presso questo Istituto si svolgono i seguenti corsi, previsti nel D.Lgs. 12 maggio 1995 n° 199 e successive modificazioni:
- corso sovrintendenti, riservato a coloro che rivestono il grado di appuntato scelto;
- corso sovrintendenti, riservato a coloro che rivestono il grado di appuntato e finanziere;
- corso allievi marescialli (triennale) cui partecipano i vincitori di un concorso pubblico a cadenza generalmente annuale, sia provenienti dal Corpo (ed aventi qualunque grado, purché inferiore a maresciallo) che dai civili. L'ordinamento prevede attualmente, in analogia con quanto accade per gli altri corpi militari, un corso di durata triennale, con la presenza di due contingenti, ordinario e mare. Il 1º ed il 2º anno di corso prevedono un percorso unificato sia per il contingente ordinario che mare. Al termine del secondo anno di studi gli allievi divengono Ispettori conseguendo il grado di Maresciallo, mentre al termine del terzo anno conseguono la laurea in Operatore giuridico d'impresa presso la Facoltà di Economia dell'Università degli studi dell'Aquila. Durante la frequentazione del 3º anno i neo marescialli completano il percorso formativo per raggiungere la completa qualificazione operativa. Il contingente mare frequenta invece il 3º anno presso il Comando 5ª Compagnia di Gaeta, sempre dipendente da questa scuola;
- corso allievi marescialli riservato, attraverso un concorso interno, esclusivamente a personale appartenente al Corpo (qualunque grado, purché inferiore a maresciallo). Il corso è di durata non inferiore a sei mesi. I percorsi didattici sono uguali sia per il contingente ordinario che per il contingente mare.

## Comando
La scuola dipende dall'Ispettorato per gli istituti di istruzione ed è retta attualmente da un Generale di Divisione.

## Stemma
Lo stemma araldico è stato concesso all'allora Scuola Sottufficiali il 17 Gennaio 1991. Di seguito la descrizione tecnica:
Stemma: inquartato: nel primo, di verde, al grifone in profilo, seduto sugli arti posteriori, poggiante la zampa anteriore destra sul forziere posto a destra, il tutto d'oro e sostenuto dal terreno ristretto, dello stesso; nel secondo, di rosso, al gladio d'oro posto in palo, caricante con la parte inferiore il libro aperto, d'argento; nel terzo, di azzurro, alla montagna rocciosa, d'oro, parzialmente innevata d'argento, fondata in punta; nel quarto, d'argento, alla caravella d'oro, guarnita di azzurro, posta di tre quarti, attraversante, con la prua a destra, navigante sul mare di azzurro, mareggiato d'argento.
Lo scudo è timbrato dalla corona turrita d'oro degli Enti Militari.

Sotto lo scudo, su lista bifida e svolazzante d'oro, il motto, in lettere maiuscole di nero: "CONSILIO ET VIRTUTE".
Il grifone che poggia la zampa sul forziere, simbolo della Guardia di Finanza, rappresenta le funzioni istituzionali del Corpo. Nel secondo quadrato, il gladio rappresenta l'istruzione militare degli allievi della scuola, il libro aperto lo studio giuridico. La montagna del terzo quadrato rappresenta gli allievi del contingente ordinario, oltre che le origini del corpo, mentre la caravella sta a rappresentare gli allievi del contingente di mare.

## Struttura

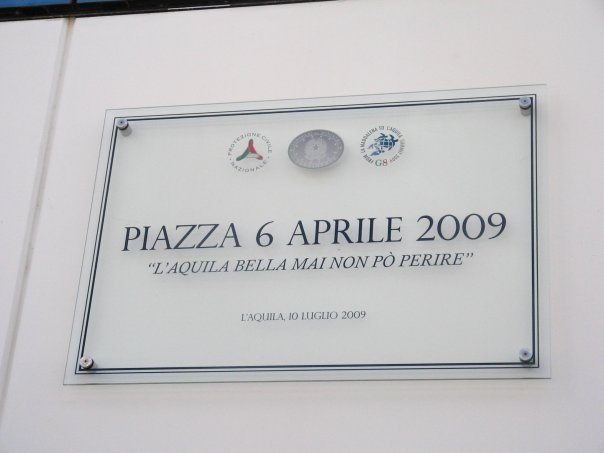
Targa commemorativa in piazza VI Aprile

La Scuola Ispettori e Sovrintendenti della Guardia di Finanza è situata lungo Viale delle Fiamme Gialle nella frazione aquilana di Coppito, ed è parzialmente aperta al pubblico. Dispone di un parcheggio da 1800 posti ed è situata a poca distanza sia dall'uscita autostradale L'Aquila Ovest sulla A24 che dall'Aeroporto dei Parchi con cui è direttamente collegata.
La struttura comprende il Comando della Guardia di Finanza, un centro uffici, un Palazzetto dello sport, un Auditorium da 1000 posti, un campo da calcio, un complesso sportivo con palestre e piscina, un'autorimessa, un eliporto ed alloggi per circa 2000 persone. È inoltre presente un bunker sotterraneo di 38 ettari.
Sulla facciata dell'Auditorium campeggia la scritta Nec Recisa Recedit, letteralmente "Neanche spezzata retrocede", motto della Guardia di Finanza di origine dannunziana; in seguito al terremoto il motto ha assunto un particolare valore simbolico per la cittadinanza.
La scuola è caratterizzata da una vasta piazza rettangolare posta proprio all'ingresso. Precedentemente nota come Piazza d'Armi, la piazza è stata ribattezzata piazza VI Aprile in ricordo del giorno in cui si è registrato il maggiore degli eventi sismici collegati al terremoto che ha colpito L'Aquila nel 2009 e che ha causato 308 morti, 1500 feriti, 65.000 sfollati e numerosissimi danni al patrimonio artistico e architettonico della città. Il 10 luglio, durante il summit dei G8, si è svolta l'inaugurazione della targa commemorativa del sisma con i leader mondiali che hanno osservato un minuto di silenzio in ricordo delle vittime. La targa mostra la frase L'Aquila bella mai non po' perire tratta dal Cantare di un anonimo aquilano del XV secolo, un auspicio di rinascita per questo la città.

## Eventi

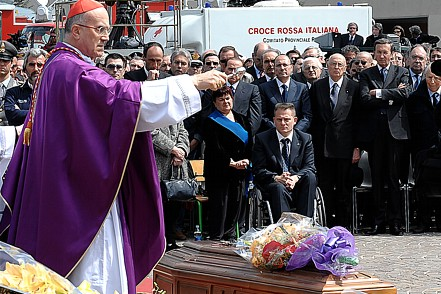
Un momento della cerimonia svoltasi nella piazza

### Funerali di Stato
Il 10 aprile 2009, alla presenza di 1.600 familiari e 5.000 persone, si sono svolti nella caserma i funerali di Stato per 205 delle 309 vittime accertate in seguito al terremoto. I funerali sono stati officiati dal segretario di Stato Vaticano Tarcisio Bertone e dal vescovo dell'Aquila Giuseppe Molinari. Il segretario di stato Vaticano ha ricevuto la dispensa e gli oli santi da papa Benedetto XVI per celebrare la cerimonia durante il venerdì santo, inoltre il papa ha inviato il suo segretario personale, Georg Gaenswein a leggere un suo messaggio all'inizio della cerimonia.
Alla cerimonia erano presenti il presidente della repubblica Giorgio Napolitano, il presidente del Consiglio Silvio Berlusconi, i presidenti di Senato e Camera dei deputati Renato Schifani e Gianfranco Fini e il presidente della Regione Abruzzo Gianni Chiodi oltre che Dario Franceschini, Piero Fassino, Paolo Ferrero, Rosy Bindi, Franco Marini, Paolo Cento e Lorenzo Cesa. Inoltre era presente il ministro dell'Interno Roberto Maroni con i sottosegretari Gianni Letta e Paolo Bonaiuti, l'ex presidente della repubblica Carlo Azeglio Ciampi, il presidente della regione Sardegna Ugo Cappellacci.
Durante la cerimonia, il cardinale Tarcisio Bertone ha ricordato il capo squadra esperto dei vigili del fuoco, Marco Cavagna, morto durante i soccorsi ai terremotati. Dopo la cerimonia cristiana c'è stato il rito islamico per i sette morti islamici officiato dall'imam e presidente dell'Unione delle comunità e organizzazioni islamiche in Italia Mohammed Nour Dachan.

### Summit dei G8

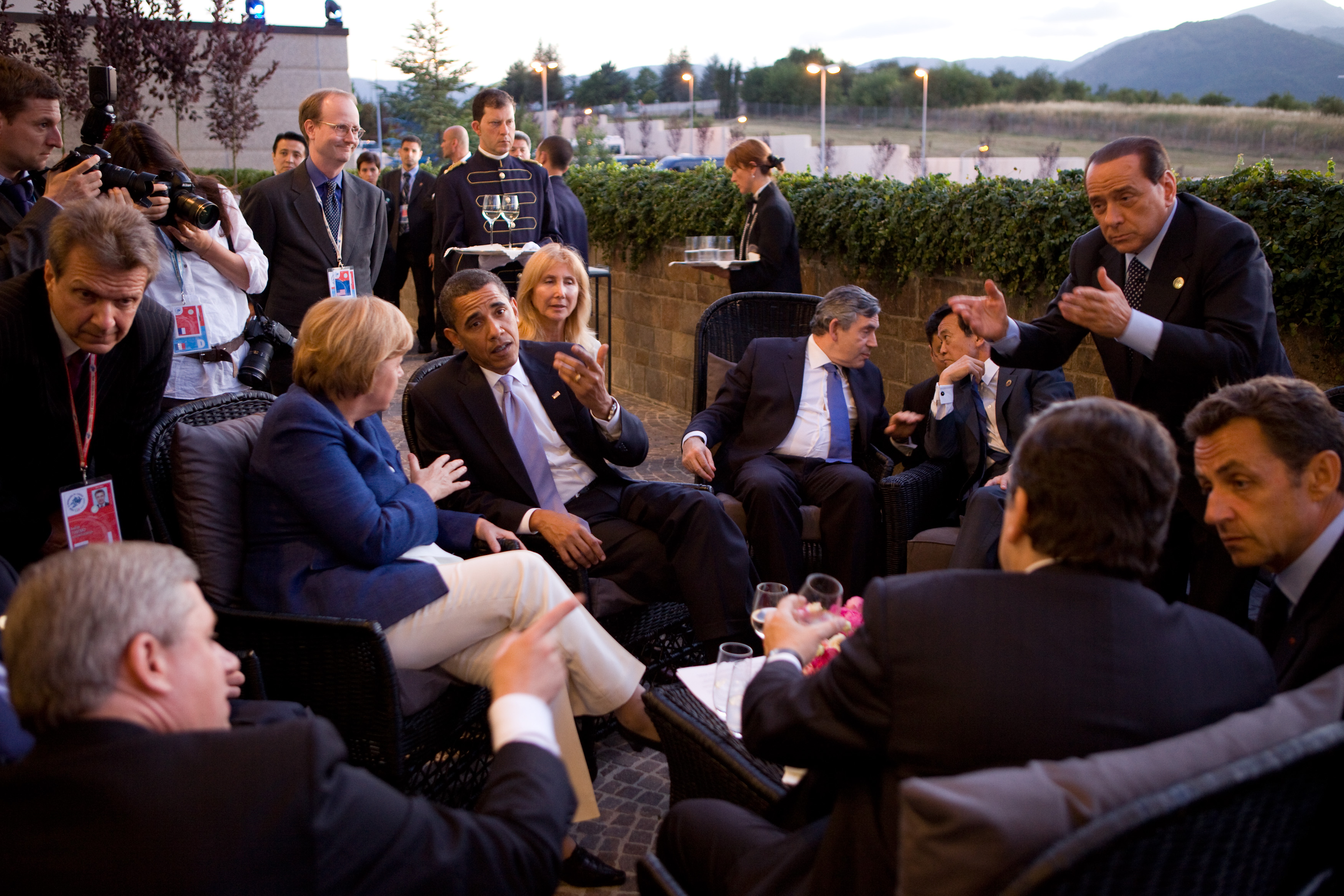
Il summit dei G8 del 2009

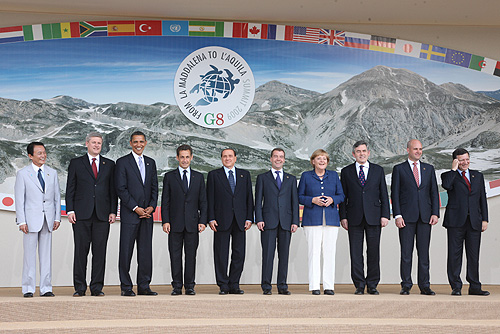
I maggiori leader del mondo in posa in Piazza VI Aprile in occasione del G8 dell'Aquila del 2009

La scuola della Guardia di Finanza è stata sede del XXXV vertice dei G8 che si è svolto all'Aquila dall'8 al 10 luglio 2009. Inizialmente previsto nella città sarda della Maddalena, dopo il sisma il Presidente del Consiglio, Silvio Berlusconi, ha fortemente voluto che la sede del summit venisse spostata proprio all'Aquila affinché non si spegnessero i riflettori sul dramma abruzzese. Per l'occasione l'intera struttura, compresi l'Auditorium e la palestra, è stata revisionata e sottoposta ad interventi di consolidamento laddove necessario. L'intera offerta ricettiva è stata riorganizzata ed attualmente la caserma contiene al suo interno dieci complessi alloggiativi per un totale di circa 1000 stanze.
Durante il vertice e, con apertura al pubblico, nei mesi successivi, all'interno della caserma sono state allestite due mostre d'arte e design. La prima, chiamata L'Aquila bella mai non può perire (en: Beautiful L'Aquila must never die) è stata dedicata alla città che ha ospitato il vertice e presenta alcune delle opere d'arte scampate al terremoto e analizza i lavori di restauro da compiere. Nell'ultima sala la mostra celebra i 45 monumenti da salvare. La seconda, L'arte del saper far bene italiano (en: The best of italian know-how), è invece dedicato agli oggetti che hanno segnato la storia del costume e della cultura nazionale.

## Onorificenze
Alla bandiera d'istituto sono state concesse le seguenti onorificenze: